# Tom Baker
Thomas Stewart «Tom» Baker (Liverpool, Inglaterra; 20 de enero de 1934) es un actor británico. Es sobre todo conocido por su papel como la cuarta encarnación del Doctor de la serie Doctor Who, papel que interpretó entre 1974 y 1981, convirtiéndole en el actor de mayor duración en el personaje.

## Primeros años
Baker nació en Scotland Road, en Liverpool, Inglaterra. Su madre, Mary Jane Fleming, era una limpiadora, y su padre, John Stewart Baker era un marinero judío inglés al que rara vez se veía en casa. Ambos eran de clase obrera. Baker dejó el colegio a los 15 años para ordenarse monje católico, y permaneció en este estilo de vida durante seis años, pero dejó los hábitos al perder la fe. Hizo el servicio militar en la Royal Army Medical Corps, sirviendo entre 1955 y 1957. Fue en este tiempo cuando dio sus primeros pasos en la interpretación, al principio como hobby, pero se profesionalizó a finales de los años sesenta.

## Carrera

### Primeros trabajos
A finales de los sesenta y principios de los setenta, Baker formó parte de la compañía de teatro de Laurence Olivier, y tuvo su primera gran aparición cinematográfica en 1971, interpretando a Rasputin en la película Nicolás y Alejandra (tras ser recomendado por Oliver para el papel). También apareció en la versión de 1972 de Los cuentos de Canterbury de Pier Paolo Pasolini.

### Doctor Who(1974-1981)
En 1974, Baker consiguió el papel del Doctor sucediendo a Jon Pertwee. Fue recomendado al productor Barry Letts por el jefe de seriales de la BBC, Bill Slater, que ya había dirigido a Tom Baker en una obra de teatro para televisión. Impresionado por Baker tras conocerle, Letts se convenció definitivamente de que era adecuado para el papel tras ver su interpretación en El viaje fantástico de Simbad (The Golden Voyage of Sinbad, 1973). En esa época, Baker trabajaba en la construcción, ya que los trabajos de actor eran escasos. Al principio los medios le pusieron el apodo de "Boiler Suit Tom" ("Tom Traje de Caldera"), ya que para una rueda de prensa le pasaron unas ropas viejas del guardarropa del estudio para que no apareciera con su vestimenta modesta.
Rápidamente hizo suyo el papel. Como el cuarto Doctor, su excéntrica forma de vestir y hablar (especialmente su icónica larga bufanda y su pasión por las gominolas) le convirtieron en un personaje fácilmente reconocible, y rápidamente se hizo con la popularidad del público. Baker interpretó al Doctor durante siete temporadas consecutivas en siete años, convirtiéndole en el actor más longevo en el papel. El propio Baker sugirió varios aspectos de la personalidad del Doctor, pero la bufanda larga fue creada por accidente. James Acheson, el diseñador de vestuario, le había entregado a la tejedora, Begonia Pope, mucha más lana de la necesaria, y Pope tejió toda la lana que le dieron. Fue Baker el que sugirió llevar la bufanda tan ridículamente larga. Cuando John Nathan-Turner se convirtió en productor de Doctor Who en 1981, Tom Baker se puso furioso por los cambios que hizo a su vestuario.

El Doctor interpretado por Tom Baker (1974-1981) suele ser señalado como el más popular de los Doctores, su pareja televisiva fue Louise Jameson como Leela. En encuestas realizadas por Doctor Who Magazine, Baker ha perdido la categoría de "Mejor Doctor" solo tres veces: una a favor de Sylvester McCoy en 1990, y dos veces a favor de David Tennant en 2006 y 2009. En una encuesta publicada por la revista BBC Homes and Antiques en enero de 2006, Baker fue votada la cuarta estrella más excéntrica, solo superado por Björk, Chris Eubank y David Icke.
Su pareja televisiva fue 
Aún sigue siendo recordado como el Doctor, apareciendo en documentales como La historia del Doctor Who y Doctor Who Confidential y concediendo entrevistas sobre su tiempo en el programa. Ha reaparecido como el Doctor para un especial benéfico en 1993, Dimensions in Time y en audio para el videojuego de PC Destiny of the Doctors. En 1996 estimó su tiempo en el programa como la mejor época de su vida. Suele ser entrevistado para los documentales que forman parte de los extras de los lanzamientos de Doctor Who en DVD de su periodo como Doctor, y ha grabado comentarios en DVD para muchas de las historias. En una entrevista de 2004 acerca del retorno de la serie, Baker se ofreció para el papel de El Amo. En una entrevista de 2006 con The Sun, dijo que no ha visto ninguno de los episodios modernos porque "simplemente no puede ser molestado". En junio de 2006, volvió a expresar interés en el papel en una columna para Radio Times, indicando: "vi un poco del nuevo Doctor Who y creo que el nuevo chico, David Tennat, es excelente."
Mientras que Peter Davison, Colin Baker, Sylvester McCoy y Paul McGann todos repitieron su papel para producciones de audio (algunas para la BBC), Baker ha rechazado dar voz al Doctor hasta 2009, diciendo que no había visto un solo guion que le hubiera gustado. En julio de 2009, la BBC anunció que Baker iba a regresar al papel para una serie de cinco dramas de audio coprotagonizados por Richard Franklin como el Capitán Mike Yates que se lanzarían a partir de septiembre de ese año, a los que seguirían una secuela.
En marzo de 2011, se anunció que Baker volvería como el cuarto Doctor para dos series de dramatizaciones para Big Finish Productions junto a las antiguas compañeras Leela (Louise Jameson) y Romana I (Mary Tamm). La primera serie de seis audios fue publicada desde enero de 2012. Big Finish también había preparado una serie de historias que le iban a reencontrar con el personaje de Elisabeth Sladen, Sarah Jane Smith (incluso obteniendo permiso de los productores de la serie The Sarah Jane Adventures), pero Sladen falleció en abril de 2011, antes de que se pudiera grabar ninguna historia.
Baker ha participado en la lectura de viejas novelizaciones de la serie para los audiolibros de la BBC sobre Doctor Who. En octubre de 2009, Baker fue entrevistado por BBC Radio 4 para dar un homenaje al entonces recientemente fallecido productor de Doctor Who, Barry Letts. Describió a Letts, quien originalmente le eligió para el papel, como "el gran enlace que cambió toda mi vida".
El 23 de noviembre de 2013 apareció, a modo de cameo, en el episodio especial con motivo del 50 aniversario de la serie, El día del Doctor, aunque interpretando un papel diferente.

### Little Britain
Tras su trabajo en un programa de radio para BBC Radio 4 como narrador, Baker fue elegido para un papel similar en la serie cómica de radio Little Britain, y permaneció en el papel cuando la serie pasó a televisión. Baker sugirió que fue elegido para el papel por su popularidad con Lucas y Williams, que son parte de la generación que creció con su Doctor: "Ahora mis jefes son los niños que crecieron viéndome a mí", dijo en un comentario de un DVD. 

### Otros trabajos televisivos
Baker interpretó a Charcosombrío en la adaptación de la BBC de La silla de plata, de Las crónicas de Narnia. También interpretó a Sherlock Holmes en una miniserie de cuatro partes de El perro de los Baskervilles en 1982. También apareció en la serie La víbora negra, y en programas de televisión como el concurso Cluedo y series como Strange. Una aparición como invitado en 1998 en el programa Have I Got News For You fue, según el Daily Mirror, lo que volvió a convertirle en una figura de culto y relanzó su carrera en Gran Bretaña. También apareció en Fort Boyard y The Book Tower, entre otros trabajos.

## Cine
Baker apareció en la película de 1971 Nicolás y Alexandra como Rasputin, siendo nominado para dos Globos de Oro por este trabajo, uno como Mejor Actor de Reparto, y otro como Actor Revelación. Baker apareció  en The Vault of Horror (1973), El viaje fantástico de Simbad (The Golden Voyage of Sinbad, 1973) y Dungeons & Dragons (2000). A finales de los noventa se publicó que Baker era uno de los candidatos para el papel de Gandalf en la trilogía de El Señor de los Anillos. Baker dijo más tarde que solo le ofrecieron un papel en la película, y que lo rechazó cuando le dijeron que tendría que pasar meses en Nueva Zelanda.

## Filmografía

### Cine
| Año  | Título                              | Personaje            | Comentarios                                            |
| ---- | ----------------------------------- | -------------------- | ------------------------------------------------------ |
| 1968 | The Winter's Tale                   | El oso               |                                                        |
| 1971 | Nicholas and Alexandra              | Rasputin             |                                                        |
| 1972 | The Canterbury Tales                | Jenkin               |                                                        |
| 1973 | Cari Genitori                       | Karl                 |                                                        |
| 1973 | The Vault of Horror                 | Moore                |                                                        |
| 1973 | Luther                              | Papa León X          | No aparece en algunas versiones                        |
| 1973 | Frankenstein: The True Story        | Capitán marino       |                                                        |
| 1973 | El viaje fantástico de Simbad       | Koura                | Título original en inglés: The Golden Voyage of Sinbad |
| 1974 | The Mutations                       | Lynch                |                                                        |
| 1980 | The Curse of King Tut's Tomb        | Hasan                |                                                        |
| 1984 | The Passionate Pilgrim              | Sir Tom              | Cortometraje                                           |
| 1984 | The Zany Adventures of Robin Hood   | Sir Guy de Gisbourne |                                                        |
| 1998 | Backtime                            | Sarge                |                                                        |
| 2000 | Dungeons & Dragons                  | Halvarth             |                                                        |
| 2005 | The Magic Roundabout                | Zeebad               |                                                        |
| 2010 | The Genie in the Bottle             | Narrator             | Cortometraje                                           |
| 2011 | Jacqueline Hill: A Life in Pictures | The Doctor           |                                                        |
| 2012 | Saving Santa                        | Santa Claus          | Voz                                                    |

### Televisión
| Año       | Título                                      | Personaje                                | Comentarios                            |
| --------- | ------------------------------------------- | ---------------------------------------- | -------------------------------------- |
| 1968      | Dixon of Dock Green                         | Hombre                                   | Episodio: "The Attack"                 |
| 1968      | Market in Honey Lane                        | Conserje                                 | Episodio: "The Matchmakers"            |
| 1968      | George and the Dragon                       | Porter                                   | Episodio: "The 10:15 Train"            |
| 1968      | Z-Cars                                      | Harry Russell                            | Episodio: "Hudson's Way"               |
| 1968      | Dixon of Dock Green                         | Foreman                                  | Episodio: "Number 13"                  |
| 1969      | Thirty-Minute Theatre                       | Corporal Schabe                          | Episodio: "The Victims: Frontier"      |
| 1970      | Softly, Softly                              | Site foreman                             | Episodio: "Like Any Other Friday"      |
| 1972      | Play of the Month                           | Dr. Ahmed el Kabir                       | Episodio: "The Millionairess"          |
| 1973      | Arthur of the Britons                       | Brandreth / Gavron                       | Episodio: "Go Warily"                  |
| 1974–1981 | Doctor Who                                  | El Doctor                                | 172 episodios                          |
| 1975      | Jim'll Fix It                               | El Doctor                                | 1 episodio                             |
| 1976      | Piccadilly Circus                           | Mark Ambient                             |                                        |
| 1977      | Nouvelles de Henry James                    | Mark Ambient                             |                                        |
| 1978      | Late Night Story                            |                                          | 4 episodes                             |
| 1979      | The Book Tower                              | Presentador                              | 22 episodes                            |
| 1982      | The Hound of the Baskervilles               | Sherlock Holmes                          |                                        |
| 1983      | Jemima Shore Investigates                   | Dr. Norman Ziegler                       | Episodio: "Dr. Ziegler's Casebook"     |
| 1983      | Doctor Who                                  | El Doctor                                | Episodio: The Five Doctors             |
| 1984      | Remington Steele                            | Anatole Blaylock                         | Episode: "Hounded Steele"              |
| 1985      | Jackanory                                   | Narrador                                 | Episodio: "The Iron Man"               |
| 1986      | The Life and Loves of a She-Devil           | Padre Ferguson                           |                                        |
| 1986      | Blackadder II                               | Capitán Redbeard Rum                     | Episodio: "Potato"                     |
| 1986      | The Kenny Everett Television Show           | Paciente / John Thompson / Blu-Tac / Tom | Temporada 1, Episodio 2                |
| 1986      | Roland Rat: The Series                      | Presentador de BBC Three / El Doctor     | Temporada 4, Episodio 1                |
| 1990      | Crónicas de Narnia: El trono de plata       | Charcosombrío                            |                                        |
| 1990      | Tales of Aesop                              | Narrador                                 |                                        |
| 1990      | Hyperland                                   | Agente de software                       |                                        |
| Boom      | Copresentador                               |                                          |                                        |
| 1991      | Selling Hitler                              | Manfred Fischer                          | 4 episodios                            |
| 1992      | Cluedo                                      | Professor Plum                           | 6 episodes                             |
| 1992      | Screen Two                                  | Sir Lionel Sweeting                      | Episodio: "The Law Lord"               |
| 1992–1995 | Medics                                      | Professor Geoffrey Hoyt                  |                                        |
| 1993      | Doctor Who                                  | El Doctor                                | Episodio: Dimensions in Time           |
| 1994      | The Imaginatively Titled Punt & Dennis Show | Actor en supermercado                    | Cameo                                  |
| 1998      | Have I Got News For You                     | Himself                                  |                                        |
| 2000      | This Is Your Life                           | Himself                                  |                                        |
| 2000      | The Canterbury Tales                        | Simpkin                                  | Voz Episodio: "The Journey Back"       |
| 2000      | Max Bear                                    | Max Bear                                 | Voz                                    |
| 2000–2001 | Randall and Hopkirk (Deceased)              | Professor Wyvern                         | 10 episodios                           |
| 2001      | Fun at the Funeral Parlour                  | Quimby                                   | Episodio: "The Jaws of Doom"           |
| 2003      | Swiss Toni                                  | Derek Asquith                            | Episodio: "Cars Don't Make You Fat"    |
| 2003      | 2DTV                                        | El Doctor                                | Voz Series 4, Episode 1                |
| 2003      | Strange                                     | Padre Bernard                            | Episodio: "Asmoth"                     |
| 2003      | Fort Boyard                                 | Capitán Baker                            |                                        |
| 2003–2006 | Little Britain                              | Narrador                                 | 36 episodios                           |
| 2004      | The Little Reindeer                         | Santa Claus                              | Voz                                    |
| 2004–2005 | Monarch of the Glen                         | Donald MacDonald                         | 12 episodios                           |
| 2006      | The Secret Show                             | Robert Baron                             | Voz Episodio: "The Secret Room"        |
| 2007      | Marple                                      | Frederick Treves                         | Episodio: "Towards Zero"               |
| 2007–2008 | The Beeps                                   | Narrador                                 | 45 episodes                            |
| 2008      | Little Britain USA                          | Narrador                                 | 6 episodios                            |
| 2008      | Have I Got News For You                     | Él mismo                                 |                                        |
| 2010      | Tom Baker: In Confidence                    | Él mismo                                 | Interviewed by Professor Laurie Taylor |
| 2013      | Doctor Who                                  | Cuarto Doctor/El Cuidador                | Episodio: "The Day of the Doctor"      |

### Videojuegos
| Año  | Título                                   | Personaje | Comentarios      |
| ---- | ---------------------------------------- | --------- | ---------------- |
| 1997 | Destiny of the Doctors                   | El Doctor | Voz y apariencia |
| 2000 | Ecco the Dolphin: Defender of the Future | Narrador  | Voz              |
| 2001 | Hostile Waters: Antaeus Rising           | Narrador  | Voz              |
| 2003 | Warhammer 40,000: Fire Warrior           | Narrador  | Voz              |
| 2004 | Sudeki                                   | Narrador  | Voz              |
| 2005 | Heretic Kingdoms: The Inquisition        | Narrador  | Voz              |
| 2005 | MediEvil: Resurrection                   | Death     | Voz              |
| 2006 | Cold Winter                              | John Gray | Voz              |
| 2006 | Little Britain: The Game                 | Narrator  | Voz              |
| 2007 | Little Britain: The Video Game           | Narrator  | Voz              |

### Radio
| Año  | Título            | Personaje        |
| ---- | ----------------- | ---------------- |
| 1994 | The Russia House  | Barley Blair     |
| 1998 | Hard Times        | Josiah Bounderby |
| 1999 | Nicholas Nickleby | Vincent Crummles |
| 2009 | Hornets' Nest     | El Doctor        |
| 2010 | Demon Quest       | El Doctor        |
| 2011 | Serpent Crest     | El Doctor        |